# Salmophasia untrahi
Salmophasia untrahi är en fiskart som först beskrevs av Day, 1869.  Salmophasia untrahi ingår i släktet Salmophasia och familjen karpfiskar. IUCN kategoriserar arten globalt som livskraftig. Inga underarter finns listade i Catalogue of Life.